# Патек, Антоний
Анто́ний Но́рберт Пате́к (пол. Antoni Norbert Patek, фр. Antoine Norbert de Patek; 14 мая 1811, Пяски — 1 марта 1877, Женева) — польский часовщик, основатель швейцарской часовой фирмы Patek Philippe. Стоимость бренда Patek Philippe на 2014 год была оценена в 1579 млн. швейцарских франков, что ставит его на четвертое место в рейтинге брендов швейцарских часов.

## Биография

### Молодые годы. Эмиграция
Родился в предместье Люблина в шляхетской семье Йоахима и Анны Патеков. Семья переехала в Варшаву, когда Антонию было 10 лет, отец скончался в 1828. В том же году Антоний Патек вступил в первый польский драгунский полк, и сражался в его рядах против русских властей во время восстания 1830—1831 годов. Был дважды ранен, возведён в чин поручика, награждён повстанческим орденом Virtuti Militari. После разгрома восстания эмигрировал. В 1832 по указанию генерала Юзефа Бема организовывал эвакуационный путь для поляков-повстанцев через Пруссию во Францию и руководил одним из пяти сборных пунктов на этом пути, в Бамберге.
По завершении массовой эмиграции 1832 года — переехал во Францию и обосновался в Амьене, где работал наборщиком в типографии. Два года спустя, когда под давлением России Франция ужесточила режим пребывания поляков-эмигрантов, Патек переехал в Швейцарию. Перепробовав различные занятия, занялся производством часов. В начале Патек использовал готовые механизмы «старых» швейцарских мануфактур и довольно быстро добился признания на рынке.

### Основание фирмы
В 1839 Патек и другой польский эмигрант-часовщик, Франциск Чапек, основали в Женеве собственную часовую мануфактуру (Patek, Czapek & Co); весь штат также состоял из поляков. Первые часы делались по индивидуальным заказам. В год Патек и Чапек выпускали до двухсот часов. В 1845 Чапек покинул фирму из-за конфликта с Патеком, и мануфактура стала называться Patek & Co.. 15 мая 1845 года место Чапека занял Адриен Филипп — изобретатель заводного механизма «без ключа». В 1851 Филипп стал полноправным партнёром Патека, и фирма приобрела современное название — Patek Philippe & Co..
Одни из первых часов под новой маркой были преподнесены королеве Виктории во время всемирной выставки 1851 года в Хрустальном дворце. Патек регулярно ездил по свету, открывая новые рынки, в том числе в 1858 посетил Россию. В 1868 фирма выпустила первые наручные часы; в числе новаций Патека и Филиппа — вечный календарь, часы-хронограф и минутный репетир.

### Личная жизнь
Антоний Патек женился в 1839 году на дочери французского торговца из Версу. Первый сын умер во младенчестве, двое других родились намного позже и выжили.
В 1843 Патек приобрёл швейцарское гражданство, оставаясь при этом активистом польской диаспоры в Женеве, поддерживал связи с эмигрантскими общинами во Франции. Во время революций 1848 года агитировал за созыв «всепольского сейма» во Франкфурте. Во время восстания 1863 года оставался в Швейцарии, после разгрома восстания вновь организовывал помощь эмигрантам новой волны. Существуют сведения, что папа Пий IX удостоил Патека графского звания, однако они не подтверждены документальными доказательствами.
Умер Патек в Женеве, похоронен на кладбище Chatelaine. После его смерти фирма неоднократно переходила из рук в руки, но название Patek Philippe & Co. — сохранилось.